# オートカー U-7144-T
オートカー U-7144-T（英: Autocar U-7144-T）は、第二次世界大戦期にアメリカ合衆国で開発・運用された4輪駆動の軍用トラクターである。

## 概要
オートカー U-7144-T は、第二次世界大戦期のアメリカで、オートカー・カンパニー社によって開発、製造された、4トンクラスの4輪駆動トラクターである。 排気量8700cc、112馬力のHercules RXC 529エンジンを搭載し、13.6トンの牽引力を持っていた。前身であるオートカー U-5044-Tの後継車種として、1941年から生産が開始された。重量のある戦車などの輸送は不可能であったが、各種資材の運搬などで、大戦を通じて活躍した。
1941年から生産された、U-7144-Tの初期型はハードトップキャブを有していたが、1942年からはソフトトップキャブとなり、1945年までに計11,104両が生産された。ソフトトップ型には、他のアメリカ軍の車両と同様に、リングマウントを取り付け、M2重機関銃を装備可能であった。また、ほぼ同じ形状の車両がホワイト・モーター社、フェデラル社でも併行して生産された。ホワイト・モーター社で生産されたモデルは444Tの型式名で、2,750両が生産された。フェデラル社で生産されたモデルは、94x43の型式名で、8,119両が生産された。
また、1942年から1944年にかけて、派生型のU-8144-Tが製造された。この車両は、U-7144-Tに比べ少し車体（ホイールベース）が長くなり、フロントバンパー内側にウィンチが装備され、キャブの後部にはツールボックスが備え付けられていた。このツールボックスには工具類、ウィンチ、ケーブル等を収納する事が可能で、主に工兵部隊で使用され、ポンツーン（軍橋として用いる舟橋）の牽引に多用された。また、U-8144-Tの車体後部にクレーンを装備した、回収車型のU-8244-Tも製造された。
尚、アメリカ陸軍武器科の補給品カタログにおいて用いられる命名法システムでは、以下の様に分類される。
- オートカー　U-5044-T　-　G-635
- オートカー　U-7144-T　-　G-510
- オートカー　U-8144-T　-　G-511
- ホワイト・モーター　444T　-　G-691
- フェデラル　94x43　-　G-513

## バリエーション
オートカー U-5044-T（Autocar U-5044-T Tractor）
オートカー社生産のトラクター型。U-7144-T生産以前の1940年から1941年に、97両のみ生産。
オートカー U-7144-T（Autocar U-7144-T Tractor）
オートカー社生産のトラクター型。11,104両生産。
ホワイト・モーター 444T（White 444T Tractor）
ホワイト・モーター社生産のトラクター型。2,750両生産。
フェデラル 94x43（Federal 94x43 Tractor）
フェデラル社生産のトラクター型。8,119両生産。
オートカー U-8144-T（Autocar U-8144-T pontoon Tractor）
オートカー社生産のポンツーントラクター型。2,711両生産。
オートカー U-8244-T（Autocar U-8244-T Wrecker）
オートカー社生産のレッカー車型。